# Trollius sikkimensis
Trollius sikkimensis är en ranunkelväxtart som först beskrevs av Brühl, och fick sitt nu gällande namn av Doroszewska. Trollius sikkimensis ingår i släktet smörbollssläktet, och familjen ranunkelväxter. Inga underarter finns listade i Catalogue of Life.